# Agustín Beccari
Agustín Beccari (Ferrara, 1510-2 de agosto de 1590) fue un poeta de los Estados Pontificios, en la actual Italia.
Doctor en Derecho Civil y Canónico, realizó estudios filosóficos, incursionó en la retórica, poesía y dramaturgia. Fue un hombre a decir verdad de no muy exquisita literatura, pero de fecundo y felicísimo ingenio, fue el primero que introdujo en la escena a los pastores, y que formó con su drama intitulado el Sacrificio, una acción regular y completa; puesto que hasta que él lo hizo no se habían visto más que meras y sencillas églogas, sin fábula, sin enredo, y sin ningún desenlace acertado. Esta pastoral se representó dos veces con grandísimo aplauso en Ferrara en el año de 1554, y en el de 1555 salió a la luz bajo la protección de las princesas estenses, Lucrecia de Este y Leonor de Este, entonces muy jóvenes (cita sacada del prólogo redactado por Pierantonio Serassi de la obra de Torcuato Tasso Aminta: fábula pastoral, Madrid, Burgos, 1830).

## Biografía
Beccari era natural de Ferrara, y es el primer poeta de Italia que compuso pastorales, pues aunque Adrien Baillet (1649-1706) autor de Jugemens des savans sur les principaux ouvrages des auteurs, Ámsterdam, 1785, 8 vols., dice que Torquato Tasso fue el creador de este género de poesía, la fábula pastoral de Tasso intitulada Aminta es de 1573, la pastoral de Beccari intitulada EL sacrificio: fábula pastoral es de 1555, en 12º.
Por tanto, Beccari cultivó la poesía componiendo sonetos, canciones, madrigales y la comedia (o, mejor, fábula pastoral, como dicen los italianos) citada, representada en los espectáculos organizados por el duque de Ferrara, Hércules II de Este, en 1 de febrero de 1554 en su palacio, que hizo época en la historia del teatro italiano, impresa en 1555, en 4º, y los coros y la entrada del gran sacerdote puso la música Alfonso Dalla Viola (1508-1573), y Andrés, hermano del citado compositor célebre, cantó en el papel de sumo sacerdote.
En consecuencia de lo expuesto, la obra de Tasso apareció 18 años más tarde, y la edición de 1555 de Beccari es muy rara, dando una segunda edición aumentada y revisada en 1587, en 12º, más común que la primera edición, y fue repetida esta edición en 1720 en Brescia, y escribió una segunda pastoral; la obra fue dedicada a las princesas Lucrecia de Este y Leonor de Este, hijas de Renata de Francia, quien había hecho aprender según Pierre de Bourdeille, Señor de Brantome (-1614), autor de una obra de vidas de damas galantes y otra obra de vidas de damas ilustres francesas y extranjeras, las ciencias y las bellas letras que aprendieron y conservaron perfectamente.

## Obra
- Il sacrifizio: favola pastorale, Ferrara, 1555.
- Dafne: favola pastorale.
- Sonetti.
- Canzoni.
- Madrigali.